# Abhazija
Abhazija (abhaško Аҧсны, latinizirano: Apsny, gruzinsko აფხაზეთი, latinizirano: Aphazeti, Abhazeti, rusko Абха́зия, latinizirano: Abhazija) je de facto neodvisna republika na Južnem Kavkazu, ki leži na vzhodni obali Črnega morja. Na severu meji na Rusijo, na vzhodu pa na Gruzijo. Mednarodno so jo priznale Rusija, Nikaragva, Venezuela, Nauru, Sirija ter de facto neodvisni republiki Južna Osetija in Transnistrija.
Evropska unija, OVSE, NATO, Združeni narodi in večina držav v svetu priznava Abhazijo kot integralni del ozemlja države Gruzije.
Turčija je Ruski Federaciji ponudila turško priznanje neodvisnosti Republike Abhazije v zameno za priznanje turškega dela severnega Cipra s strani Rusije. Zunanje ministrstvo Ruske Federacije je ponudbo Turčije zavrnilo.